# Aleksandra Mirosław
Aleksandra Maria Mirosław z domu Rudzińska (ur. 2 lutego 1994 w Lublinie) – polska zawodniczka uprawiająca wspinaczkę sportową, specjalizująca się we wspinaczce na czas. Mistrzyni olimpijska w tej konkurencji (2024), dwukrotna mistrzyni świata (2018, 2019), trzykrotna mistrzyni świata juniorów (2009, 2011 i 2013). Rekordzistka świata we wspinaczce na czas z 2024 roku (6,06 s).

## Kariera sportowa
Karierę zaczynała w wieku siedmiu lat jako pływaczka. W 2007 roku, pod wpływem sukcesów starszej siostry Małgorzaty, rozpoczęła treningi wspinaczkowe w lubelskim klubie Skarpa. Od 2014 roku reprezentuje barwy KW Kotłownia Lublin. Służy w Wojsku Polskim, będąc przydzieloną do Centralnego Wojskowego Zespołu Sportowego ze stopniem starszego szeregowego specjalisty.

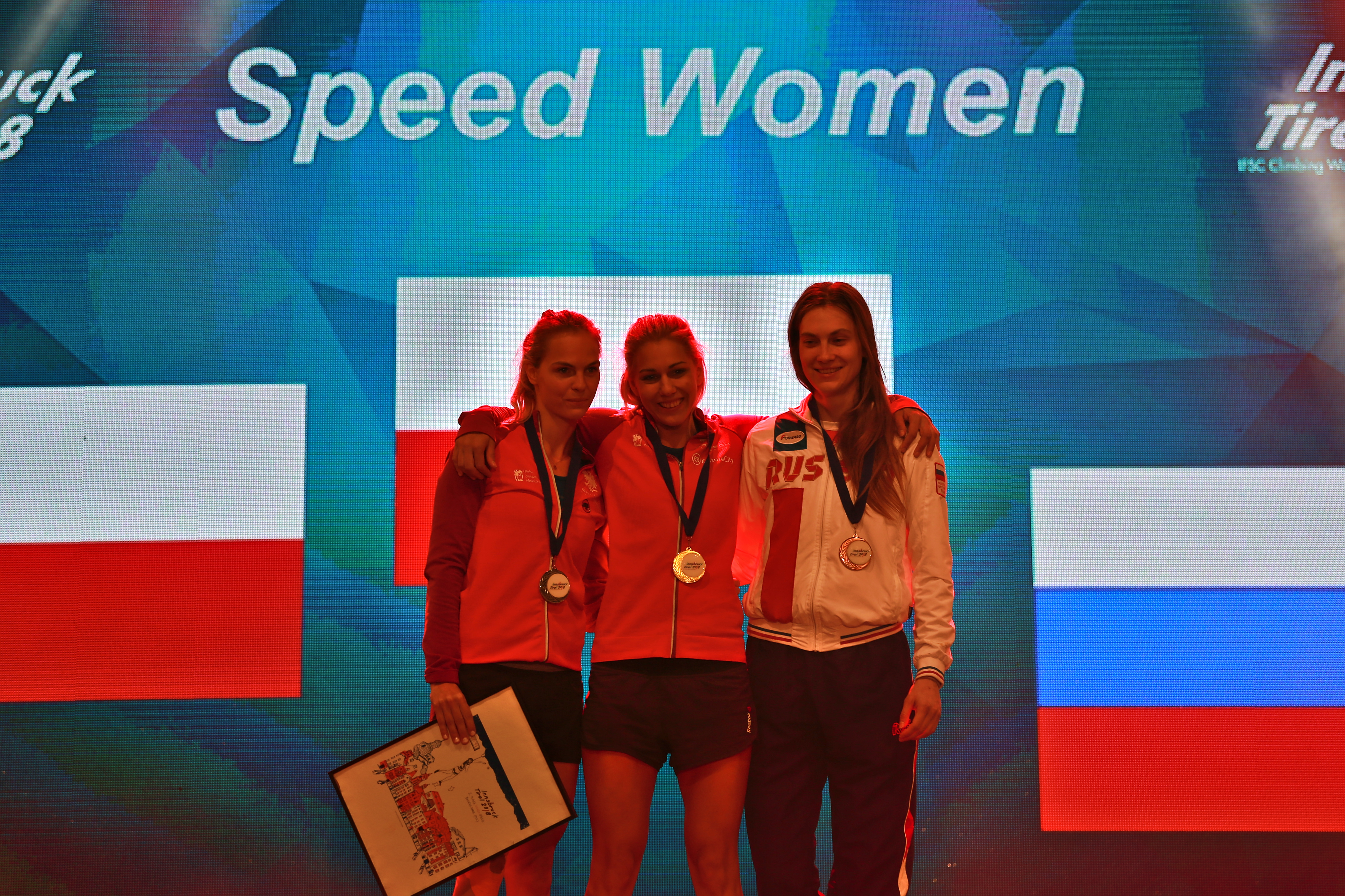
MŚ 2018 w Innsbrucku. Podium wspinaczki na czas. Od lewej: Anna Brożek (2 m.), Aleksandra Mirosław (1 m.) i Marija Krasawina (3 m.)

Dwukrotna mistrzyni świata; w 2018 roku z austriackiego Innsbrucku oraz z japońskiego Hachiōji w 2019 roku. Dwukrotna medalistka mistrzostw Europy we wspinaczce na czas: mistrzyni w 2019 roku oraz wicemistrzyni w 2013 roku.
Wielokrotna uczestniczka World Games; w 2013 w Cali zajęła 4. miejsce, a we Wrocławiu w 2017 była 5. w konkurencji na czas. Wielokrotna uczestniczka prestiżowych zawodów wspinaczkowych Rock Master we włoskim Arco, gdzie w roku 2016 była 4.
W 2019 na mistrzostwach świata w japońskim Hachiōji zdobyła złoty medal mistrzostw świata w konkurencji na czas oraz zajęła 4. miejsce w klasyfikacji generalnej we wspinaczce łącznej tych mistrzostw, co zapewniło jej bezpośrednie kwalifikacje na IO 2020 w Tokio we wspinaczce sportowej.
W 2021 roku podczas igrzysk olimpijskich w Tokio zajęła 4. miejsce we wspinaczce, wygrywając wspinaczkę na czas i ustanawiając rekord świata, wynoszący 6,84 s. Został on poprawiony przez nią w 2022 roku podczas zawodów Pucharu Świata w Seulu z wynikiem 6,64 s. 28 maja tego samego roku w trakcie zawodów PŚ w Salt Lake City ponownie poprawiła swój rekord, tym razem o 0,11 s, ustanawiając go na poziomie 6,53 s. 28 kwietnia 2023 roku, podczas zawodów PŚ w Seulu, w ciągu jednego dnia trzykrotnie pobiła własny rekord świata.
Podczas igrzysk olimpijskich w Paryżu w 2024 roku, w pierwszym dniu wspinaczki na czas dwukrotnie pobiła rekord świata osiągając wyniki 6,21 s oraz 6,06 s. Kolejnego dnia zdobyła w tej konkurencji złoty medal olimpijski.

## Osiągnięcia

### Rekordy świata
Rekordy świata pobite przez Aleksandrę Mirosław we wspinaczce sportowej na czas:
| Czas [s] | Data                  | Miejsce  | Zawody                   | Źródło |
| -------- | --------------------- | -------- | ------------------------ | ------ |
| 6,06     | 5 sierpnia 2024(dts)  | Paryż    | IO Paryż 2024            | [ 15 ] |
| 6,21     | 5 sierpnia 2024(dts)  | Paryż    | IO Paryż 2024            | [ 15 ] |
| 6,24     | 15 września 2023(dts) | Rzym     | Kwalifikacje olimpijskie | [ 15 ] |
| 6,25     | 28 kwietnia 2023(dts) | Seul     | Puchar Świata 2023       | [ 15 ] |
| 6,35     | 28 kwietnia 2023(dts) | Seul     | Puchar Świata 2023       | [ 15 ] |
| 6,37     | 28 kwietnia 2023(dts) | Seul     | Puchar Świata 2023       | [ 15 ] |
| 6,46     | 27 kwietnia 2023(dts) | Seul     | Puchar Świata 2023       | [ 15 ] |
| 6,64     | 6 maja 2022(dts)      | Seul     | Puchar Świata 2022       | [ 15 ] |
| 6,84     | 6 sierpnia 2021(dts)  | Tokio    | IO Tokio 2020            | [ 15 ] |
| 9,13     | 13 lipca 2011(dts)    | Chamonix | Puchar Świata 2011       | [ 16 ] |

### Najlepsze wyniki

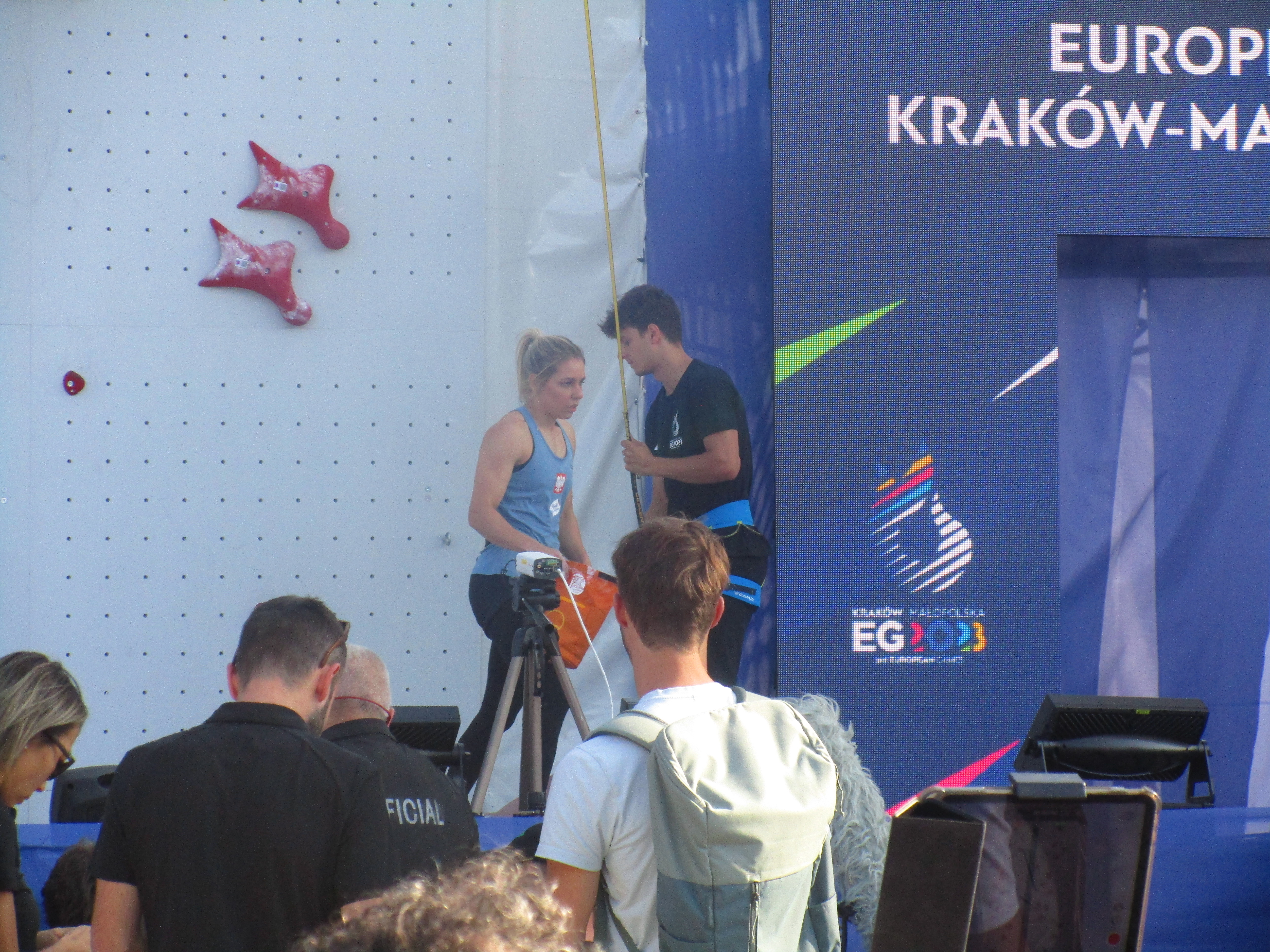
Mirosław na IE 2023

| Nazwa zawodów                    | Miejsce         | Konkurencja       | Pozycja |
| -------------------------------- | --------------- | ----------------- | ------- |
| Puchar Świata                    | Chamonix        | wsp. na czas      | 1.      |
| Igrzyska olimpijskie             | Paryż           | wsp. na czas      | 1.      |
| Mistrzostwa Świata 2023          | Berno           | wsp. na czas      | 3.      |
| Igrzyska europejskie             | Kraków          | wsp. na czas      | 2.      |
| Mistrzostwa Świata 2021          | Moskwa          | wsp. na czas      | 3.      |
| Igrzyska olimpijskie             | Tokio           | wspinaczka łączna | 4.      |
| Mistrzostwa Świata 2019          | Hachiōji        | wsp. na czas      | 1.      |
| China Open 2018                  | Guanghzou       | wsp. na czas      | 1.      |
| Mistrzostwa Świata 2018          | Innsbruck       | wsp. na czas      | 1.      |
| Puchar Świata                    | Chamonix        | wsp. na czas      | 1.      |
| World Games 2017                 | Wrocław         | wsp. na czas      | 5.      |
| Puchar Świata                    | Xiamen          | wsp. na czas      | 6.      |
| Puchar Świata                    | Wujiang         | wsp. na czas      | 3.      |
| Mistrzostwa Świata 2016          | Paryż           | wsp. na czas      | 4.      |
| Puchar Świata                    | Arco            | wsp. na czas      | 4.      |
| Puchar Świata                    | Chamonix        | wsp. na czas      | 2.      |
| Puchar Świata                    | Nankin          | wsp. na czas      | 4.      |
| Puchar Świata                    | Chongqing       | wsp. na czas      | 3.      |
| Puchar Świata                    | Wujiang         | wsp. na czas      | 5.      |
| Mistrzostwa Europy 2015          | Chamonix        | wsp. na czas      | 7.      |
| Mistrzostwa Świata 2014          | Gijón           | wsp. na czas      | 3.      |
| Puchar Świata 2014               | Chamonix        | wsp. na czas      | 3.      |
| Puchar Świata 2013               | Haiyang         | wsp. na czas      | 2.      |
| Mistrzostwa Świata Juniorów 2013 | Central Saanich | wsp. na czas      | 1.      |
| Puchar Europy Juniorów           | Imst            | wsp. na czas      | 1.      |
| Puchar Świata                    | Chongqing       | wsp. na czas      | 1.      |
| Puchar Świata                    | Chamonix        | wsp. na czas      | 1.      |
| Puchar Europy Juniorów           | Wielkie Tyrnowo | wsp. na czas      | 1.      |
| Mistrzostwa Świata Juniorów 2009 | Valence         | wsp. na czas      | 1.      |

### Igrzyska Olimpijskie
| Konkurencja        | 2020 | 2024 |
| Wspinaczka łączna  | 4    | –    |
| Wspinaczka na czas | –    | 1    |

### World Games
| Konkurencje  | 2013 | 2017 |
| Wsp. na czas | 4    | 5    |

### Mistrzostwa świata
| Konkurencje       | 2012 | 2014 | 2016 | 2018 | 2019 | 2021 | 2023 |
| Bouldering        | –    | –    | –    | 92   | 57   | –    | –    |
| Prowadzenie       | –    | –    | –    | 97   | 72   | –    | –    |
| Wsp. na czas      | 8    | 3    | 4    | 1    | 1    | 3    | 3    |
| Wspinaczka łączna | –    | –    | –    | 10   | 4    | –    | –    |

### Mistrzostwa Europy
| Konkurencje       | 2013 | 2015 | 2017 | 2019 | 2022 |
| Wsp. na czas      | 2    | 7    | 12   | 1    | 1    |
| Wspinaczka łączna | –    | –    | –    | 35   | –    |

### Rock Master
| Konkurencje  | 2013  | 2014 | 2016 |
| Wsp. na czas | 17-19 | 16   | 4    |

## Odznaczenia i wyróżnienia

### Odznaczenia
- Krzyż Oficerski Orderu Odrodzenia Polski (2024)[21].
- Złoty Krzyżem Zasługi (2021)[22].
- Złoty Medal „Za zasługi dla obronności kraju” (2024)[23].

### Wyróżnienia
- Plebiscyt „Przeglądu Sportowego” na 10 Najlepszych Sportowców Polski: 1. miejsce (2024)[24].
- Człowiek Roku tygodnika „Wprost” (2025)[25].

## Życie prywatne
Jej rodzice wychowywali ją w środowisku sportowym od dziecka – ojciec trenował sztuki walki, a matka siatkówkę. Pierwszą styczność ze wspinaczką Aleksandra miała w 2007 roku w szkole. Pasję do tego sportu zawdzięcza swojej starszej siostrze, która zaczęła go uprawiać przed nią i zdobywała puchary i medale. Do końca szóstej klasy trenowała pływanie, a od początku gimnazjum zajęła się wspinaczką (czego rezultatem był start na Mistrzostwach Świata Juniorów w 2009 roku, gdzie zajęła 1. miejsce).
Studiowała na Politechnice Lubelskiej i AWF Józefa Piłsudskiego w Warszawie. Do 2019 roku pracowała jako nauczycielka wychowania fizycznego w jednej z lubelskich szkół. Jej trenerem jest mąż Mateusz Mirosław. Para zaręczyła się 1 lipca 2017, a pobrała 21 czerwca 2019.

## Ciekawostki
Na ścianie kamienicy w Lublinie pod adresem Krakowskie Przedmieście 55 znajduje się mural odwzorowujący w skali 1:1 trasę wspinaczki Aleksandry Mirosław wraz z wynikiem 6,06 s ustanowionym na Igrzyskach w Paryżu .